# The Paymaster (film 1906)
The Paymaster è un cortometraggio muto del 1906. Il nome del regista non viene riportato.
È il film d'esordio di Gene Gauntier che, per questo film, ricevette 5 dollari .

## Trama
Una ragazza che lavora in un mulino cerca di sottrarsi alle attenzioni non gradite di un sovrintendente. L'uomo, per vendicarsi, ruba il denaro delle paghe e chi ne va di mezzo è il fidanzato della giovane. Per fortuna, un cane ritrova i soldi, scoprendo le malefatte dell'uomo.

## Produzione
Il film fu prodotto dalla American Mutoscope & Biograph. Venne girato a South Beach, nel Connecticut.

## Distribuzione
Distribuito dalla American Mutoscope & Biograph, il film uscì nelle sale cinematografiche USA il 28 giugno 1906. Copia della pellicola viene conservata negli archivi della Library of Congress. Il film è stato distribuito dalla Grapevine Video.